# عبد الله إدريسا مايغا
عبد الله إدريسا مايغا (بالفرنسية: Abdoulaye Idrissa Maïga)‏ (11 آذار / مارس عام 1958 في غاو، السودان الفرنسي اليوم: مالي) هو سياسي مالي من حزب التجمع من أجل مالي. وشغل في الفترة من نيسان / أبريل إلى كانون الأول / ديسمبر 2017، مكتب رئيس الوزراء في مالي.

## حياته
درس مايغا في معهد الفنون التطبيقية الريفية في كوليكورو، عمل بعد ذلك كخبير في مجال التنمية الريفية المتكاملة، وكذلك مشرفا على المشاريع الزراعية وإدارة الموارد الطبيعية. في عام 1982 أصبح رئيس فرع مكتب وزارة الثروة الحيوانية والسمكية في غاو وشغل في الفترة من عام 1990 إلى عام 1999 منصب نائب الأمين العام المالي لجمعية حقوق الإنسان AMDH (جمعية malienne des Droits de l'homme). ثم كان بين 1999 و 2001، منسقا لمشاريع الثروة الحيوانية في منطقة موبتي، ثم في عام 2001، كعالم أبحاث في وزارة التنمية الريفية ومسؤول وزاري زراعي. بعد ذلك شغل من عام 2003 إلى عام 2008، رئيس قسم الدراسات البيئية وحماية البيئة من وكالة حوض النيجر (Agence du Bassin du Fleuve النيجر) في باماكو، ثم كمستشارفي المنظمات الوطنية والدولية.
أصبح مايغا في عام 2013 عضوا في التجمع من أجل مالي، ومديرا للحملة الانتخابية الناجحة لإبراهيم بوبكر كيتا في الانتخابات الرئاسية في مالي في 2013. عين في 11. نيسان / أبريل عام 2014 وزيرا للبيئة والمياه والصرف الصحي (وزير de l'environnement, de l'eau et de l'assainissement، في وزارة من الوزراء موسى مارا تولى بعدها في 6. أيلول / سبتمبر 2016، مكتب وزير الدفاع والمحاربين القدامى (وزير de la Défense et des Anciens combattants) 

## توليه منصب رئاسة الوزراء
في 10 نيسان / أبريل 2017 تولى عبد الله إدريسا مايغا مكتب رئاسة الوزراء.، ثم مالبث أن استقال هو وحكومته في 29 كانون الأول 2017. كان مبررهم للاستقالة هو عجزهم عن معالجة مشكلة الطوارق في شمال مالي والمصالحة معهم.

## روابط خارجية
- Eintrag in rulers.org
- Portrait : Abdoulaye Idrissa Maïga, ministre de l’environnement, de l’eau et de l’assainissement (MaliActu vom 16. April 2014)